# Jean-Louis de Rambures

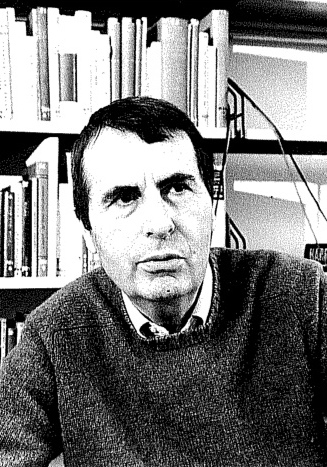
Jean-Louis de Rambures

Jean-Louis Vicomte de Bretizel Rambures (Paris, 19 de maio 1930 — Vaudricourt, 20 de maio de 2006) foi um jornalista, autor, tradutor e um adido cultural do governo francês.

## Condecoração
- Jean-Louis de Rambures foi condedorado como Chevalier des Arts et des Lettres e recebeu ordem de Mérito de primeira categoria da Alemanha.

## Obras
- "Comment travaillent les écrivains" (Flammarion, Paris 1978)